# Freenode

Hi ha 27 servidors de Freenode localitzats al voltant del món a la data d'abril de 2013.

 Freenode (node lliure) és una xarxa de servidors d'IRC, anteriorment orientada al programari lliure. En ell es trobaven canals de projectes de codi obert en diferents idiomes. També es podien trobar un altre tipus de projectes, com a organitzacions governamentals o no-governamentals. El servidor principal de la seva xarxa és irc.freenode.net, el que juntament amb chat.freenode.net, van balancejant la càrrega entre els servidors. Els servidors de la xarxa Freenode són batejats amb noms d'autors de ciència-ficció i de fantasia.

## Història
Freenode va començar amb quatre persones donant suport en un canal anomenat #LinPeople en EFnet, una altra xarxa de IRC. Per 1995 aquest canal va ser mogut a una xarxa IRC pròpia, irc.linpeople.org. Al començament de 1998, est canvia a Open Projects Net (Xarxa de projectes oberts), amb 200 usuaris aproximadament i 20 canals de xat. L'ONP aviat va créixer per convertir-se a la xarxa de IRC més gran sobre programari lliure i la número 20 més gran del món. El 2002, el nom va canviar a freenode, i es va crear la fundació Peer-Directed Projects Center (PDPC).
El 24 de juny del 2006, un usuari anomenat " ratbert", va prendre el control de la xarxa, usant els credencials de Rob Levin (lilo), aprofitant un exploit DCC SEND. Va aconseguir expulsar de la mateixa als seus propis administradors, mitjançant un K- Line. És probable que 25 contrasenyes de múltiples usuaris anessin robades com a resultat. Després, diversos servidors de la xarxa es van desconnectar, provocant així greus netsplits.
Finalment, lilo (fundador de la xarxa), va aconseguir reprendre el control d'aquesta.
El 19 de maig de 2021, degut a la gestió per part d'Andrew Lee, propietari del holding al que pertany Freendode, la majoria de voluntaris que gestionaven la xarxa van dimitir i fundar una nova xarxa d'IRC, anomenada Libera Chat.
Projectes que tenien la seva presència d'IRC a Freenode, com la Fundació Wikimedia, la Free Software Foundation Europe, Ubuntu, CentOS, FreeBSD, Gentoo Linux i Arch Linux hi van moure els seus canals. Altres, com Haiku o Alpine Linux van migrar a la comunitat Open and Free Technology Community (OFTC). A mitjans d'agost del 2021, més d'un miler de projectes havien abandonat Freenode.

## Administració
Cada administrador d'un canal pot establir les seves pròpies regles i normes, sense que el personal de freenode intervingui, tret que es tracti d'un problema crític (que afecti tota la xarxa).
Tots els usuaris poden demanar un cloak genèric (ocultar el seu IP) al canal principal de la xarxa (freenode), però el personal es reserva el dret a donar-ho.
A més d'aquests últims, existeixen els cloaks de projectes, que són assignats per participar en un projecte en concret. Solament poden ser afegits si l'amo del projecte està d'acord.
Finalment, es troben els cloaks del PDPC (organització sense ànim de lucre que manté a freenode). Aquests poden ser afegits a un compte si la mateixa dona mitjançant la web de freenode.
A més, els logs públics estan permesos, sempre que l'amo del canal en el qual es vagi a realitzar el registre, estigui d'acord.
Un altre punt important és que el personal de la xarxa es reserva el dret per donar K-Lines (així són denominats els G-Lines (*bans globals) en freenode) als usuaris que puguin resultar perjudicials per a la xarxa, o per a l'ordre públic.

## Programari
Freenode utilitza el seu propi IRCD, basat en Charydbis, el qual es diu IRCD-seven. A més, utilitzen la seva pròpia modificació de atheme, com a paquet de serveis.

Amb això pretenen que el seu programari s'adapti a les seves necessitats com a principal xarxa IRC de suport i suport al programari.